# Rayons calorifiques
Les rayons calorifiques sont l'ancienne appellation du rayonnement infrarouge, donnée par William Herschel, qui constate en 1800 que la lumière solaire décomposée au travers d'un prisme est calorifique en dehors du spectre de la lumière visible, au-delà du rouge. Herschel émet très rapidement l'hypothèse (déjà suggérée 14 ans plus tôt, soit bien avant leur découverte, par John Elliot) qu'ils sont de même nature que la lumière et que l'œil n'y est pas sensible, mais revient sur cette hypothèse.
En 1804, Thomas Young montre à partir de leur diffraction que les rayons chimiques se comportent comme la lumière visible, ce qui plaide en faveur de l'unité, et suppose qu'il en est de même pour les rayons calorifiques, ce qu'il ne peut vérifier expérimentalement faute de matériel adapté.
Il faudra plusieurs décennies pour que les « rayons calorifiques » soient unanimement considérés comme une composante intrinsèque du rayonnement lumineux, notamment grâce aux expériences de Macedonio Melloni et d'Edmond Becquerel en 1842.